# Маргерита Малатеста от Римини
Маргерита Малатеста (на италиански: Margherita Malatesta; * XV век, Римини; † пак там) е италианска благородничка.

## Произход
Тя е дъщеря на Сиджизмондо Пандолфо Малатеста (* 1417, † 1468), господар на Римини и на Фано, кондотиер, и на  Изота дели Ати (* ок. 1432, † 1474). Има един брат и една сестра:
- Джовани († 1447 като малък)
- Антония (* 1451, † 1483 Луцара), съпруга на Родолфо Гонзага, господар на Кастильоне, Кастел Гофредо, Солферино, Луцара и Повильо, който кара да я обезглавят заради изневяра.

Има и множество природени братя и сестри: от първия брак на баща си един полубрат, от втория брак – полубратбрат и полусестра, от негови извънбрачни връзки – пет полубратя и пет полусестри.

## Биография
Когато Херцогът на Урбино Федерико да Монтефелтро през 1477 г. обсажда Монтоне, за да го покори за папа Сикст IV, Маргарита смело ръководи защитата му за известно време. Но мъжът ѝ Карло, който ѝ няма доверие, праща сина им Бернардино със заповед да я хвърли затвора, ако има намерение да отстъпи. Бернардино не прави нищо, понеже на полето идва брат ѝ Роберто, който в таен разговор с нея я убеждава да се остави на папската милост, вместо да удължава безсмислената съпротива. Тя се съгласява и така Монтоне, след 32 дена обсада, става част от Папската държава. Маргарита получава 6000 златни флорина. Мразена от съпруга и децата си, тя отива да живее в Римини, където брат ѝ, поради страх, че може и него да предаде, нарежда да я убият.

## Брак и потомство
∞ февруари 1455 за Карло Фортебрачо, познат като Карло да Монтоне (* 1421, † 1479), кондотиер, капитан на наемническа дружина, политик, син на кондотиера Брачо Фортебрачо – граф на Монтоне, от когото има няколко деца:
- Бернардино Фортебрачо
- Други

|  | Тази страница частично или изцяло представлява превод на страницата Margherita Malatesta di Rimini в Уикипедия на италиански. Оригиналният текст, както и този превод, са защитени от Лиценза „Криейтив Комънс – Признание – Споделяне на споделеното“, а за съдържание, създадено преди юни 2009 година – от Лиценза за свободна документация на ГНУ. Прегледайте историята на редакциите на оригиналната страница, както и на преводната страница, за да видите списъка на съавторите. ВАЖНО: Този шаблон се отнася единствено до авторските права върху съдържанието на статията. Добавянето му не отменя изискването да се посочват конкретни източници на твърденията, които да бъдат благонадеждни. |